# Vaillant (gemeente)
Vaillant is een gemeente in het Franse departement Haute-Marne (regio Grand Est) en telt 66 inwoners (2009). De plaats maakt deel uit van het arrondissement Langres.

## Geografie
De oppervlakte van Vaillant bedraagt 7,5 km², de bevolkingsdichtheid is dus 8,8 inwoners per km².
De onderstaande kaart toont de ligging van Vaillant (gemeente) met de belangrijkste infrastructuur en aangrenzende gemeenten.

## Demografie
Onderstaande figuur toont het verloop van het inwonertal (bron: INSEE-tellingen).